# After Darkness
Pour plus de détails, voir Fiche technique et Distribution.
After Darkness est un film suisse réalisé par Sergio Guerraz et Dominique Othenin-Girard, sorti en 1985.

## Synopsis
Peter, le frère aîné de Laurence, décide de le placer en institution psychiatrique après que celui-ci ait fait une troisième tentative de suicide. Il quitte sa femme et sa fille pour s'occuper de son frère, hanté par la mort de son jumeau, Jan. Pascale, une réalisatrice, rencontre Laurence et la situation de ce dernier semble s'améliorer.

## Fiche technique
- Titre : After Darkness
- Réalisation : Sergio Guerraz et Dominique Othenin-Girard
- Scénario : Sergio Guerraz, Dominique Othenin-Girard avec la collaboration de Robert Smith
- Musique : Benedikt Jeger
- Photographie : William Lubtchansky
- Montage : Daniela Roderer
- Production : Hans-Ulrich Jordi
- Société de production : Ecco AG, Green Man Productions, T&C Film et Télévision suisse romande
- Pays :  Suisse et  Royaume-Uni
- Genre : Drame, horreur et thriller
- Durée : 104 minutes
- Dates de sortie : 
  -  Suisse : mars 1985

## Distribution
- John Hurt : Peter Huninger
- Julian Sands : Laurence Huninger
- Victoria Abril : Pascale
- Pamela Salem : Elisabeth Huninger
- Gerd Heinz : le concierge
- Lise Ramu : la femme du concierge
- William Jacques : Dr. Coles
- Jacqueline Moore : la mère
- Philippe Herzog : Laurence enfant
- Michael Herzog : Jan enfant
- Peter Kristen : Peter enfant
- Nirmalu López-Bravo : la medium
- Alexandra Cuypers : Sara
- Soledad Aizpurua : l'interprète
- Anne-Marie Delbart : Helen
- Jean-Pierre Gos : l'ingénieur

## Distinctions
Le film a été présenté en sélection officielle en compétition lors de Berlinale 1985.